# Flash (album Jeffa Becka)
Flash – album studyjny brytyjskiego gitarzysty Jeffa Becka. Wydawnictwo ukazało się w lipcu 1985 roku nakładem wytwórni muzycznej Epic Records. W nagraniach Becka wsparli m.in.: basista Doug Wimbish, perkusiści Barry DeSouza, Carmine Appicei Curly Smith oraz klawiszowcy Duane Hitchings, Tony Hymas i Robert Sabino.

## Lista utworów
Opracowano na podstawie materiału źródłowego.
| Nr | Tytuł utworu             | Autorzy                     | Długość |
| -- | ------------------------ | --------------------------- | ------- |
| 1. | „Ambitious”              | Nile Rodgers                | 4:38    |
| 2. | „Gets Us All in the End” | Arthur Baker, Tina B        | 6:06    |
| 3. | „Escape”                 | Jan Hammer                  | 4:41    |
| 4. | „People Get Ready”       | Curtis Mayfield             | 4:54    |
| 5. | „Stop, Look and Listen”  | Rodgers                     | 4:27    |
| 6. | „Get Workin’”            | Rodgers                     | 3:35    |
| 7. | „Ecstasy”                | David Bendeth, Simon Climie | 3:31    |
| 8. | „Night After Night”      | Rodgers                     | 3:42    |
| 9. | „You Know, We Know”      | Tony Hymas                  | 5:35    |
|    |                          |                             | 41:09   |

| Edycja rozszerzona | Edycja rozszerzona       | Edycja rozszerzona                        | Edycja rozszerzona |
| Nr                 | Tytuł utworu             | Autorzy                                   | Długość            |
| ------------------ | ------------------------ | ----------------------------------------- | ------------------ |
| 1.                 | „Ambitious”              | Nile Rodgers                              | 4:38               |
| 2.                 | „Gets Us All in the End” | Arthur Baker, Tina B                      | 6:06               |
| 3.                 | „Escape”                 | Jan Hammer                                | 4:41               |
| 4.                 | „People Get Ready”       | Curtis Mayfield                           | 4:54               |
| 5.                 | „Stop, Look and Listen”  | Rodgers                                   | 4:27               |
| 6.                 | „Get Workin’”            | Rodgers                                   | 3:35               |
| 7.                 | „Ecstasy”                | David Bendeth, Simon Climie               | 3:31               |
| 8.                 | „Night After Night”      | Rodgers                                   | 3:42               |
| 9.                 | „You Know, We Know”      | Tony Hymas                                | 5:35               |
| 10.                | „Nighthawks”             | Rodgers                                   | 4:48               |
| 11.                | „Back on the Streets”    | Fred Hostetler, Jeff Beck, Karen Lawrence | 3:41               |
|                    |                          |                                           | 49:38              |

## Twórcy
Opracowano na podstawie materiału źródłowego.
| - Jeff Beck – wokal prowadzący (6, 8), gitara, produkcja muzyczna - Nile Rodgers, Arthur Baker - produkcja muzyczna - Doug Wimbish – gitara basowa - Jan Hammer – instrumenty klawiszowe, programowanie - Tony Hymas - instrumenty klawiszowe, produkcja muzyczna - Duane Hitchings, Rob Sabino - instrumenty klawiszowe - Jimmy Bralower - programowanie - Barry DeSouza, Carmine Appice, Curly Smith – perkusja |  | - Jay Burnett - instrumenty perkusyjne - Rod Stewart – wokal prowadzący (4) - Jimmy Hall – wokal prowadzący (1, 2, 5, 7, 10), wokal wspierający - Karen Lawrence – wokal prowadzący (11) - Curtis King, David Simms, David Spinner, Frank Simms, George Simms, Tina B – wokal wspierający - Andy Wallace, Chris Lord-Alge, David Charles, Eddie DeLena, Eric Mohler, Jason Corsaro, Nigel Walker, Ricky DeLena, Rob Eaton, Tom Lord-Alge, Tony Tavener - inżynieria dźwięku - Richard Scher - miksowanie |

## Listy sprzedaży
| Lista             | Kraj              | Pozycja |
| ----------------- | ----------------- | ------- |
| Billboard 200     | Stany Zjednoczone | 42      |
| UK Albums Chart   | Wielka Brytania   | 83      |
| Sverigetopplistan | Szwecja           | 27      |
| MegaCharts        | Holandia          | 43      |
| Recorded Music NZ | Nowa Zelandia     | 34      |

| Singel                   | Lista                           | Kraj              | Pozycja |
| ------------------------ | ------------------------------- | ----------------- | ------- |
| „People Get Ready”       | Billboard Hot 100               | Stany Zjednoczone | 48      |
| „People Get Ready”       | Billboard Mainstream Rock Songs | Stany Zjednoczone | 5       |
| „Gets Us All in the End” | Billboard Mainstream Rock Songs | Stany Zjednoczone | 20      |
| „People Get Ready”       | UK Singles Chart                | Wielka Brytania   | 83      |
| „People Get Ready”       | Sverigetopplistan               | Szwecja           | 15      |
| „People Get Ready”       | Recorded Music NZ               | Nowa Zelandia     | 35      |
| „People Get Ready”       | Schweizer Hitparade             | Szwajcaria        | 24      |

## Literatura przedmiotu
- Jeff Beck, Guitar Tab Anthology, 2009, Alfred Music, ISBN 978-0-7390-6497-9